# Gran Premio de Francia de Motociclismo de 1998
El Gran Premio de Francia de Motociclismo de 1998 fue la quinta prueba del Campeonato del Mundo de Motociclismo de 1998. Tuvo lugar en el fin de semana del 29 al 31 de mayo de 1998 en el Circuito Paul Ricard, situado en la ciudad de Le Castellet, Francia. La carrera de 500cc fue ganada por Àlex Crivillé, seguido de Mick Doohan y Carlos Checa. Tetsuya Harada ganó la prueba de 250cc, por delante de Valentino Rossi y Loris Capirossi. La carrera de 125cc fue ganada por Kazuto Sakata, Marco Melandri fue segundo y Masao Azuma tercero.

## Video
www.youtube.com/watch?v=rY7rJwlyEHw

## Resultados 500cc
| Pos. | N.º | Piloto                   | Constructor | Vueltas | Tiempo    | Parrilla | Pts. |
| ---- | --- | ------------------------ | ----------- | ------- | --------- | -------- | ---- |
| 1    | 4   | Àlex Crivillé            | Honda       | 31      | 42:41.128 | 3        | 25   |
| 2    | 1   | Mick Doohan              | Honda       | 31      | +0.283    | 1        | 20   |
| 3    | 8   | Carlos Checa             | Honda       | 31      | +0.498    | 2        | 16   |
| 4    | 19  | John Kocinski            | Honda       | 31      | +6.888    | 7        | 13   |
| 5    | 6   | Max Biaggi               | Honda       | 31      | +10.447   | 4        | 11   |
| 6    | 20  | Luca Cadalora            | Yamaha      | 31      | +16.305   | 6        | 10   |
| 7    | 5   | Norick Abe               | Yamaha      | 31      | +16.791   | 9        | 9    |
| 8    | 3   | Nobuatsu Aoki            | Suzuki      | 31      | +17.041   | 8        | 8    |
| 9    | 11  | Simon Crafar             | Yamaha      | 31      | +20.553   | 13       | 7    |
| 10   | 15  | Sete Gibernau            | Honda       | 31      | +23.754   | 11       | 6    |
| 11   | 55  | Régis Laconi             | Yamaha      | 31      | +37.553   | 16       | 5    |
| 12   | 28  | Ralf Waldmann            | Modenas KR3 | 31      | +43.819   | 14       | 4    |
| 13   | 10  | Kenny Roberts Jr         | Modenas KR3 | 31      | +48.079   | 10       | 3    |
| 14   | 14  | Juan Bautista Borja      | Honda       | 31      | +51.451   | 18       | 2    |
| 15   | 17  | Jurgen van den Goorbergh | Honda       | 31      | +1:03.343 | 17       | 1    |
| 16   | 22  | Sébastien Gimbert        | Honda       | 31      | +1:14.072 | 19       |      |
| 17   | 18  | Garry McCoy              | Honda       | 31      | +1:23.072 | 20       |      |
| 18   | 23  | Matt Wait                | Honda       | 30      | +1 Vuelta | 21       |      |
| 19   | 57  | Fabio Carpani            | Honda       | 30      | +1 Vuelta | 23       |      |
| Ret  | 9   | Alex Barros              | Honda       | 22      |           | 5        |      |
| Ret  | 88  | Scott Smart              | Honda       | 12      |           | 22       |      |
| Ret  | 77  | Eskil Suter              | MuZ Weber   | 1       | Accidente | 15       |      |
| DNS  | 25  | Yukio Kagayama           | Suzuki      |         |           | 12       |      |

- Pole Position: Mick Doohan, 1:21.188
- Vuelta Rápida: Àlex Crivillé, 1:21.736

## Resultados 250cc
| Pos. | N.º | Piloto              | Constructor | Vueltas | Tiempo    | Parrilla | Pts. |
| ---- | --- | ------------------- | ----------- | ------- | --------- | -------- | ---- |
| 1    | 31  | Tetsuya Harada      | Aprilia     | 29      | 40:59.018 | 1        | 25   |
| 2    | 46  | Valentino Rossi     | Aprilia     | 29      | +0.631    | 3        | 20   |
| 3    | 65  | Loris Capirossi     | Aprilia     | 29      | +14.406   | 2        | 16   |
| 4    | 19  | Olivier Jacque      | Honda       | 29      | +27.017   | 5        | 13   |
| 5    | 4   | Stefano Perugini    | Honda       | 29      | +28.024   | 11       | 11   |
| 6    | 6   | Haruchika Aoki      | Honda       | 29      | +28.045   | 4        | 10   |
| 7    | 9   | Jeremy McWilliams   | TSR-Honda   | 29      | +36.228   | 9        | 9    |
| 8    | 8   | Luis d'Antin        | Yamaha      | 29      | +49.849   | 12       | 8    |
| 9    | 7   | Takeshi Tsujimura   | Yamaha      | 29      | +50.216   | 14       | 7    |
| 10   | 24  | Jason Vincent       | TSR-Honda   | 29      | +51.672   | 13       | 6    |
| 11   | 21  | Franco Battaini     | Yamaha      | 29      | +53.376   | 19       | 5    |
| 12   | 11  | Jürgen Fuchs        | Aprilia     | 29      | +1:01.689 | 7        | 4    |
| 13   | 17  | José Luis Cardoso   | Yamaha      | 29      | +1:14.169 | 10       | 3    |
| 14   | 44  | Roberto Rolfo       | TSR-Honda   | 29      | +1:18.169 | 17       | 2    |
| 15   | 68  | Julien Allemand     | Honda       | 28      | +1 Vuelta | 25       | 1    |
| 16   | 14  | Davide Bulega       | ERP-Honda   | 28      | +1 Vuelta | 23       |      |
| 17   | 69  | Vincent Philippe    | Honda       | 28      | +1 Vuelta | 27       |      |
| 18   | 70  | Franck Poulle       | Honda       | 28      | +1 Vuelta | 29       |      |
| Ret  | 71  | Hervé Mora          | Aprilia     | 24      |           | 28       |      |
| Ret  | 41  | Federico Gartner    | Aprilia     | 21      |           | 26       |      |
| Ret  | 12  | Noriyasu Numata     | Suzuki      | 17      | Accidente | 18       |      |
| Ret  | 20  | William Costes      | Honda       | 13      | Accidente | 16       |      |
| Ret  | 37  | Luca Boscoscuro     | TSR-Honda   | 11      |           | 15       |      |
| Ret  | 5   | Tohru Ukawa         | Honda       | 8       |           | 6        |      |
| Ret  | 27  | Sebastián Porto     | Aprilia     | 5       |           | 8        |      |
| Ret  | 18  | Osamu Miyazaki      | Yamaha      | 4       | Accidente | 21       |      |
| Ret  | 25  | Yasumasa Hatakeyama | ERP-Honda   | 4       | Accidente | 20       |      |
| Ret  | 16  | Johan Stigefelt     | Suzuki      | 1       |           | 22       |      |
| DNS  | 67  | Matthieu Lagrive    | Honda       |         |           | 24       |      |

- Pole Position: Tetsuya Harada, 1:23.417
- Vuelta Rápida: Tetsuya Harada, 1:23.688

## Resultados 125cc
| Pos. | N.º | Piloto                | Constructor | Vueltas | Tiempo    | Parrilla | Pts. |
| ---- | --- | --------------------- | ----------- | ------- | --------- | -------- | ---- |
| 1    | 4   | Kazuto Sakata         | Aprilia     | 27      | 40:57.583 | 2        | 25   |
| 2    | 13  | Marco Melandri        | Honda       | 27      | +0.292    | 12       | 20   |
| 3    | 20  | Masao Azuma           | Honda       | 27      | +0.393    | 9        | 16   |
| 4    | 15  | Roberto Locatelli     | Honda       | 27      | +3.314    | 11       | 13   |
| 5    | 10  | Lucio Cecchinello     | Honda       | 27      | +4.057    | 4        | 11   |
| 6    | 9   | Frédéric Petit        | Honda       | 27      | +4.824    | 5        | 10   |
| 7    | 22  | Steve Jenkner         | Aprilia     | 27      | +10.041   | 8        | 9    |
| 8    | 5   | Masaki Tokudome       | Aprilia     | 27      | +14.660   | 18       | 8    |
| 9    | 26  | Ivan Goi              | Aprilia     | 27      | +28.373   | 13       | 7    |
| 10   | 62  | Yoshiaki Katoh        | Yamaha      | 27      | +32.660   | 23       | 6    |
| 11   | 41  | Youichi Ui            | Yamaha      | 27      | +35.533   | 7        | 5    |
| 12   | 21  | Arnaud Vincent        | Aprilia     | 27      | +35.617   | 10       | 4    |
| 13   | 59  | Jerónimo Vidal        | Aprilia     | 27      | +48.609   | 21       | 3    |
| 14   | 17  | Juan Enrique Maturana | Yamaha      | 27      | +51.162   | 20       | 2    |
| 15   | 18  | Paolo Tessari         | Aprilia     | 27      | +57.049   | 14       | 1    |
| 16   | 65  | Andrea Iommi          | Honda       | 27      | +1:24.700 | 24       |      |
| 17   | 67  | Randy De Puniet       | Honda       | 27      | +1:29.236 | 27       |      |
| 18   | 69  | Jimmy Petit           | Honda       | 26      | +1 Vuelta | 28       |      |
| Ret  | 7   | Emilio Alzamora       | Aprilia     | 18      |           | 27       |      |
| Ret  | 3   | Tomomi Manako         | Honda       | 17      |           | 3        |      |
| Ret  | 29  | Ángel Nieto Jr        | Aprilia     | 17      |           | 19       |      |
| Ret  | 32  | Mirko Giansanti       | Honda       | 13      | Accidente | 6        |      |
| Ret  | 68  | Nicolas Dussauge      | Honda       | 13      |           | 22       |      |
| Ret  | 16  | Christian Manna       | Yamaha      | 11      |           | 25       |      |
| Ret  | 2   | Noboru Ueda           | Honda       | 6       | Accidente | 1        |      |
| Ret  | 8   | Gianluigi Scalvini    | Honda       | 6       | Accidente | 16       |      |
| Ret  | 39  | Jaroslav Huleš        | Honda       | 5       |           | 26       |      |
| Ret  | 23  | Gino Borsoi           | Aprilia     | 2       | Accidente | 15       |      |

- Pole Position: Noboru Ueda, 1:29.002
- Vuelta Rápida: Masao Azuma, 1:29.519